# Česká škola bez hranic
Česká škola bez hranic je koncept výuky češtiny v zahraničí pro děti od 18 měsíců do 15 let, které vyrůstají ve vícejazyčném prostředí. Jeho hlavním cílem je prostřednictvím jazykové výchovy v předškolním věku zajistit dětem znalost českého jazyka na takové úrovni, aby byly následně schopné zvládnout učivo předmětů Český jazyka a literatura, Člověk a jeho svět (dříve vlastivěda), na druhém stupni pak Dějepis a Zeměpis českých zemí na úrovni svých vrstevníků vyrůstajících v České republice. 
Česká škola bez hranic je doplňková škola, která umožňuje dětem žijícím dlouhodobě v zahraničí získat vzdělání v rozsahu Rámcového vzdělávacího programu MŠMT ČR. Tento systém poskytuje dětem jedinečnou příležitost vyrůstat od nejranějšího věku v plnohodnotném vícejazyčném prostředí, ovlivněném několika kulturami zároveň. České školy bez hranic provozují svoji činnost mimo území České republiky. Výukový program je aktuálně zajištěn ve městech Paříž, Londýn, Curych, Brusel, Berlín, Mnichov, Drážďany, Frankfurt nad Mohanem, Sydney, Washington, D.C., Ženeva, Neapol, Kodaň, a další.